# Бонфанте, Джулиано
Джулиано Бонфанте (6 августа 1904, Милан — 9 сентября 2005, Рим) — итальянский лингвист, индоевропеист, этрусколог. Сын известного итальянского историка права Пьетро Бонфанте.
В 1939 как антифашист был вынужден эмигрировать в США. В 1940-х и 1950-х преподавал языкознание в Принстонском университете. Сооснователь Международной лингвистической ассоциации. В 1960 был приглашён на должность профессора компаративистики Туринского университета. В 1969 стал членом Национальной академии деи Линчеи. Его дочь — Ларисса Бонфанте, также этрусколог, сотрудничала с отцом при написании работы The Etruscan language: an introduction.

## Важнейшие труды
- Della intonazione sillabica indoeuropea (Рим, 1930)
- I dialetti indoeuropei (Неаполь, 1931)
- Storia del diritto romano ч. 2 (1958-59)
- Latini e Germani in Italia (Брешиа, 1965)
- La dottrina neolinguistica (Турин, 1970)
- Lingua e cultura degli Etruschi (1985)
- Studi romeni (Рим, 1973)
- The Etruscan language: an introduction (Нью-Йорк, 1983, 2-е издание 2002)
- La protopatria degli Slavi (Вроцлав, 1984)
- Grammatica latina: per le Scuole Medie Superiori (Милан, 1987)
- La lingua parlata in Orazio (1994)
- The origin of the Romance languages: stages in the development of Latin (1999, с дочерью)